# Bowman (Géorgie)
Pour les articles homonymes, voir Bowman.
Bowman est une ville du comté d'Elbert en Géorgie, aux États-Unis.

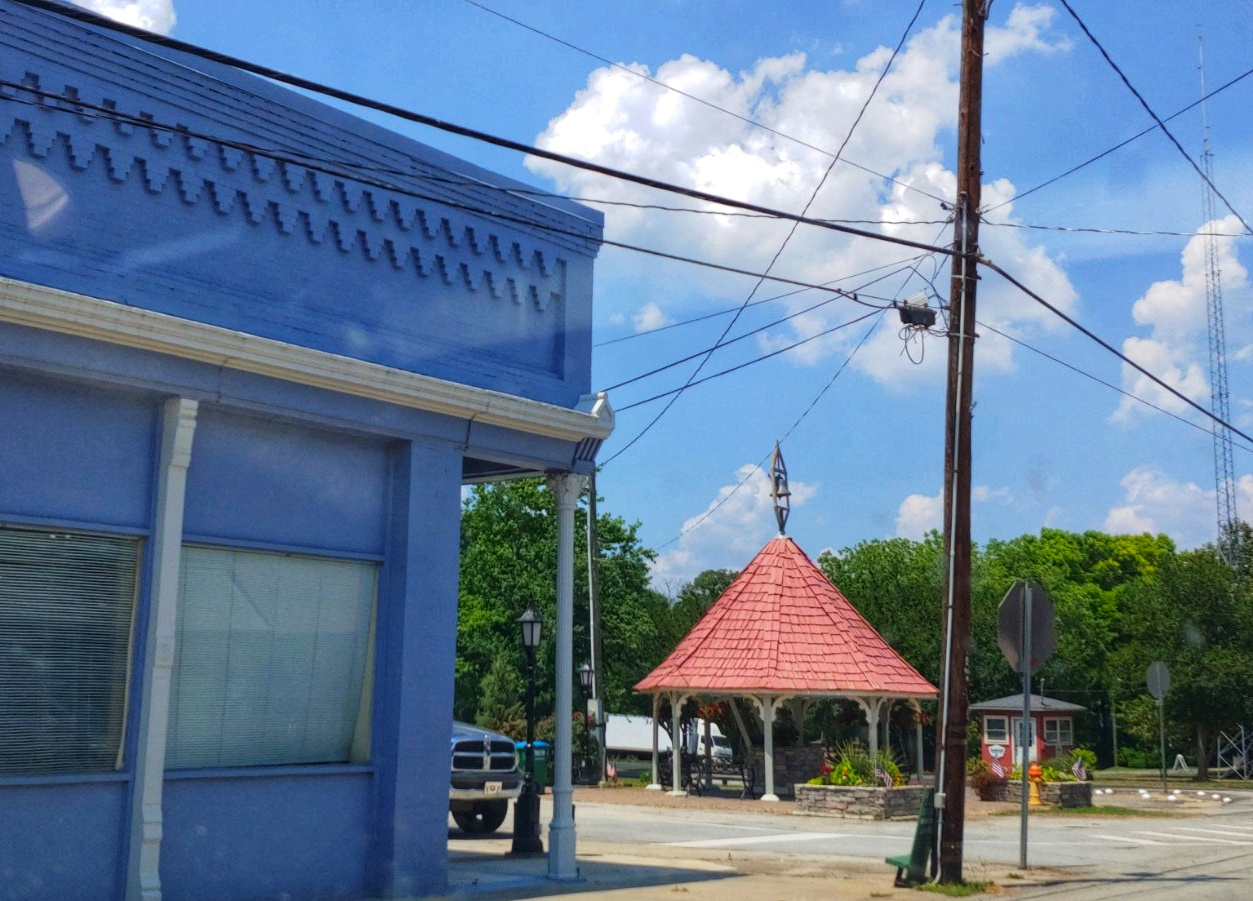
Centre-ville de Bowman

## Démographie
| 1890 | 1900 | 1910 | 1920 | 1930 | 1940 |
| ---- | ---- | ---- | ---- | ---- | ---- |
| 323  | 367  | 738  | 730  | 604  | 634  |

| 1950 | 1960 | 1970 | 1980 | 1990 | 2000 |
| ---- | ---- | ---- | ---- | ---- | ---- |
| 714  | 654  | 724  | 890  | 791  | 898  |

| 2010 | - | - | - | - | - |
| ---- | - | - | - | - | - |
| 862  | - | - | - | - | - |